# 대수적 독립 집합
대수적 수론에서 대수적 독립 집합(代數的獨立集合, 영어: algebraically independent set)은 어떤 부분체 계수의 자명하지 않은 다항식을 만족시키지 않는, 체의 부분 집합이다.

## 정의
체 {\displaystyle L}의 부분환인 체 {\displaystyle K}가 주어졌다고 하자. (즉, {\displaystyle L/K}는 체의 확대이다.)
{\displaystyle L}의 부분 집합 {\displaystyle S\subseteq L}에 대하여, 다음 두 조건이 (정의에 따라) 서로 동치이며, 이를 만족시키는 부분 집합을 {\displaystyle L/K}에 대한 대수적 독립 집합이라고 한다.
- 임의의 {\displaystyle s\in S}에 대하여, {\displaystyle K\cup S\setminus \{s\}}로 생성되는 체 {\displaystyle K\leq {\tilde {K}}\leq L}를 생각한다면, {\displaystyle s}는 {\displaystyle {\tilde {K}}}의 초월원이다.
- 임의의 자연수 {\displaystyle n\in \mathbb {N} } 및 다항식 {\displaystyle p\in K[x_{0},x_{1},x_{2},\dotsc ,x_{n}]} 및 {\displaystyle s_{0},s_{1},s_{2},\dotsc ,s_{n}}에 대하여, 만약 {\displaystyle p(s_{0},s_{1},\dotsc ,s_{n})=0}이라면, {\displaystyle s_{0}=s_{i}}인 {\displaystyle i\in \{1,\dotsc ,n\}}가 존재하거나, {\displaystyle \partial p/\partial x_{0}=0}이다.

## 성질
{\displaystyle \mathbb {R} /\mathbb {Q} }에 대한 대수적 독립 유한 집합 {\displaystyle S}가 주어졌으며, {\displaystyle S}가 {\displaystyle \mathbb {Q} }에 대하여 선형 독립 집합이라고 하자. 린데만-바이어슈트라스 정리(Lindemann-Weierstraß定理, 영어: Lindemann–Weierstrass theorem)에 따르면, {\displaystyle \{\exp s\colon s\in S\}} 역시 {\displaystyle \mathbb {R} /\mathbb {Q} }에 대한 대수적 독립 집합이다.

## 예
체의 확대 {\displaystyle \mathbb {R} /\mathbb {Q} } 속에서, 정의에 따라, 한원소 집합 {\displaystyle \{x\}}이 대수적 독립 집합일 필요 충분 조건은 {\displaystyle x}가 초월수인 것이다.
{\displaystyle \mathbb {R} /\mathbb {Q} }에 대하여, 다음 집합들은 대수적 독립 집합이다.
- {\displaystyle \{\pi \}}
- {\displaystyle \{\mathrm {e} \}}

{\displaystyle \mathbb {R} /\mathbb {Q} }에 대하여, 다음 집합들은 대수적 독립 집합이 아니다.
- {\displaystyle \{{\sqrt {3}}+3/4\}}
- {\displaystyle \{\pi ,{\sqrt {3}}+3/4\}}
- {\displaystyle \{{\sqrt {\pi }},2\pi +1\}}. 예를 들어, {\displaystyle p(x,y)=2x^{2}-y+1}에 대하여 {\displaystyle p({\sqrt {\pi }},2\pi +1)=0}이다.
- {\displaystyle \{\pi ,\exp \pi ,\Gamma (1/4)\}}
- {\displaystyle \{\pi ,\exp(\pi {\sqrt {3}}),\Gamma (1/3)\}}
- 임의의 양의 정수 {\displaystyle n}에 대하여, {\displaystyle \{\pi ,\exp(\pi {\sqrt {n}})\}}

2018년 기준으로, {\displaystyle \mathbb {R} /\mathbb {Q} }에 대하여, 다음 집합들은 대수적 독립 집합인지 여부가 알려지지 않았다.
- {\displaystyle \{\pi +\mathrm {e} \}}
- {\displaystyle \{\pi ,\mathrm {e} \}}

## 역사
린데만-바이어슈트라스 정리는 카를 바이어슈트라스가 1885년에 증명하였다.

## 참고 문헌
1. ↑  Weierstraß, Karl (1885). “Zu Lindemann’s Abhandlung “Über die Ludolph’sche Zahl””. 《Sitzungsberichte der Königlich Preussischen Akademie der Wissen-schaften zu Berlin》 (독일어) 5: 1067–1085.